# Omey
Pour l’article homonyme, voir Île d'Omey.
Omey est une commune française, située dans le département de la Marne en région Grand Est.

## Géographie

### Localisation
Omey se trouve au centre/sud-est du département de la Marne, en région Grand Est. La commune appartient à la région agricole de la vallée de la Marne.
La commune de Omey s'étend sur une superficie de 394 hectares. Sur son territoire, l'altitude varie de 86 à 173 mètres. Le relief s'élève progressivement des rives de la Marne, au sud-ouest, jusqu'aux collines de la Champagne crayeuse à l'est. Son point culminant se trouve au nord-est de la commune, au-dessus du lieu-dit les Mothées.
Par la route, Omey se situe à 17 km de Châlons-en-Champagne, préfecture de la Marne, à 17 km de Vitry-le-François, et à 6 km de Saint-Germain-la-Ville, siège de la communauté de communes de la Moivre à la Coole dont Omey fait partie. La commune fait en outre partie du bassin de vie de Châlons-en-Champagne.
Omey est limitrophe de 4 communes :
|                    | Pogny            | Francheville          |
|                    | Omey             |                       |
| Cheppes-la-Prairie | enclave de Pogny | La Chaussée-sur-Marne |

### Hydrographie
La commune est dans la région hydrographique « la Seine de sa source au confluent de l'Oise (exclu) » au sein du bassin Seine-Normandie. Elle est drainée par la Marne et le canal latéral à la Marne,.
La Marne prend sa source sur le plateau de Langres, dans la commune de Saints-Geosmes (Haute-Marne) et se jette dans la Seine entre Charenton-le-Pont et Alfortville (Val-de-Marne) dans le quartier de Conflans-l'Archevêque. 
Le canal latéral à la Marne est un canal, chenal navigable de 67 km reliant Vitry-le-François à Mardeuil où il se jette dans la Marne. 
Trois plans d'eau complètent le réseau hydrographique : la gravière 1 du Bas d'Omey (3,4 ha), la gravière 2 du Bas d'Omey (5,8 ha) et la gravière 3 du Bas d'Omey (1,4 ha),.

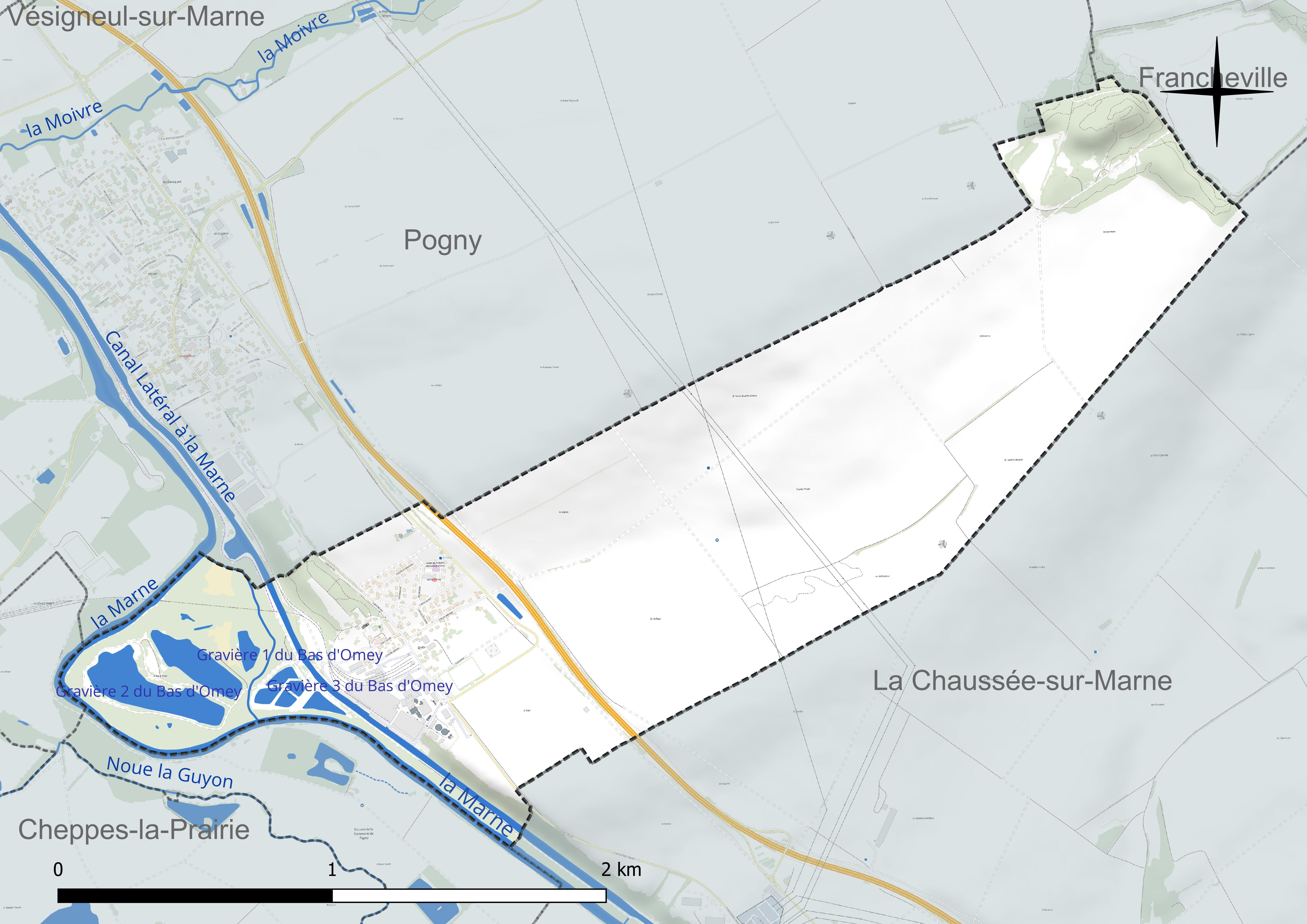
Réseau hydrographique d'Omey.

### Climat
Pour des articles plus généraux, voir Climat du Grand Est et Climat de la Marne.
En 2010, le climat de la commune est de type climat océanique dégradé des plaines du Centre et du Nord, selon une étude du Centre national de la recherche scientifique s'appuyant sur une série de données couvrant la période 1971-2000. En 2020, Météo-France publie une typologie des climats de la France métropolitaine dans laquelle la commune est exposée à un climat océanique altéré et est dans la région climatique  Nord-est du bassin Parisien, caractérisée par un ensoleillement médiocre, une pluviométrie moyenne régulièrement répartie au cours de l’année et un hiver froid (3 °C). 
Pour la période 1971-2000, la température annuelle moyenne est de 10,5 °C, avec une amplitude thermique annuelle de 16 °C. Le cumul annuel moyen de précipitations est de 724 mm, avec 12 jours de précipitations en janvier et 8,2 jours en juillet. Pour la période 1991-2020, la température moyenne annuelle observée sur la station météorologique de Météo-France la plus proche, « Somme-Vesle », sur la commune de Somme-Vesle à 17 km à vol d'oiseau, est de 10,7 °C et le cumul annuel moyen de précipitations est de 782,0 mm. 
La température maximale relevée sur cette station est de 41,5 °C, atteinte le 25 juillet 2019 ; la température minimale est de −17,6 °C, atteinte le 21 février 1994,,. 
Les paramètres climatiques de la commune ont été estimés pour le milieu du siècle (2041-2070) selon différents scénarios d'émission de gaz à effet de serre à partir des nouvelles projections climatiques de référence DRIAS-2020. Ils sont consultables sur un site dédié publié par Météo-France en novembre 2022.

### Milieux naturels et biodiversité
L'Inventaire national du patrimoine naturel (INPN) recense 522 espèces sur le territoire de la commune, dont 120 espèces protégées et 62 espèces menacées. Omey compte deux zones naturelles d'intérêt écologique, faunistique et floristique (ZNIEFF) de type I.
La ZNIEFF de type I des « méandre de la Marne et anciennes gravières à Omey » est située à l'ouest du village. Elle comprend des marécages, prairies inondables et ripisylves autour d'un méandre de la Marne ainsi que plusieurs gravières transformées en étangs de pêche privés. Parmi les plantes protégées, on peut y trouver la germandrée des marais, l'inule des fleuves ou la violette élevée. Parmi la faune protégée, on peut citer le criquet ensanglanté, le criquet marginé, le criquet verte-échine, la gomphe vulgaire, la libellule fauve, le milan noir et la pie-grièche écorcheur.
Le sud-ouest de la commune, dont la ZNIEFF du méandre de la Marne et des anciennes gravières, est inclus dans la ZNIEFF de type II de la « vallée de la Marne de Vitry-le-François à Épernay », qui s'étend sur plus de 13 000 hectares entre ceux deux villes et comprend sept ZNIEFF de type I représentant « les milieux les plus remarquables et les mieux conservés de cette partie de la vallée ».
Au sud du village, se trouve la ZNIEFF de type I des « pelouses et taillis des coteaux de la Marne d'Omey à Couvrot ». Sur les bords du canal latéral à la Marne, la zone comprend sur quatre sites des pelouses et des bois thermophiles, caractérisés par des espèces méridionales et parfois montagnardes et riches en orchidées. Ces sites accueillent notamment une soixante d'espèces d'oiseaux, dont le pigeon colombin et la pie-grièche écorcheur, ainsi que plusieurs espèces d'insectes protégées.

## Urbanisme

### Typologie
Au 1er janvier 2024, Omey est catégorisée commune rurale à habitat dispersé, selon la nouvelle grille communale de densité à sept niveaux définie par l'Insee en 2022.
Elle est située hors unité urbaine. Par ailleurs la commune fait partie de l'aire d'attraction de Châlons-en-Champagne, dont elle est une commune de la couronne,. Cette aire, qui regroupe 97 communes, est catégorisée dans les aires de 50 000 à moins de 200 000 habitants,.

### Occupation des sols
L'occupation des sols de la commune, telle qu'elle ressort de la base de données européenne d’occupation biophysique des sols Corine Land Cover (CLC), est marquée par l'importance des territoires agricoles (73,8 % en 2018), en diminution par rapport à 1990 (76,2 %). La répartition détaillée en 2018 est la suivante : 
terres arables (73,8 %), forêts (17,3 %), zones industrielles ou commerciales et réseaux de communication (7 %), eaux continentales (1,9 %), prairies (0,1 %). L'évolution de l’occupation des sols de la commune et de ses infrastructures peut être observée sur les différentes représentations cartographiques du territoire : la carte de Cassini (XVIIIe siècle), la carte d'état-major (1820-1866) et les cartes ou photos aériennes de l'IGN pour la période actuelle (1950 à aujourd'hui).

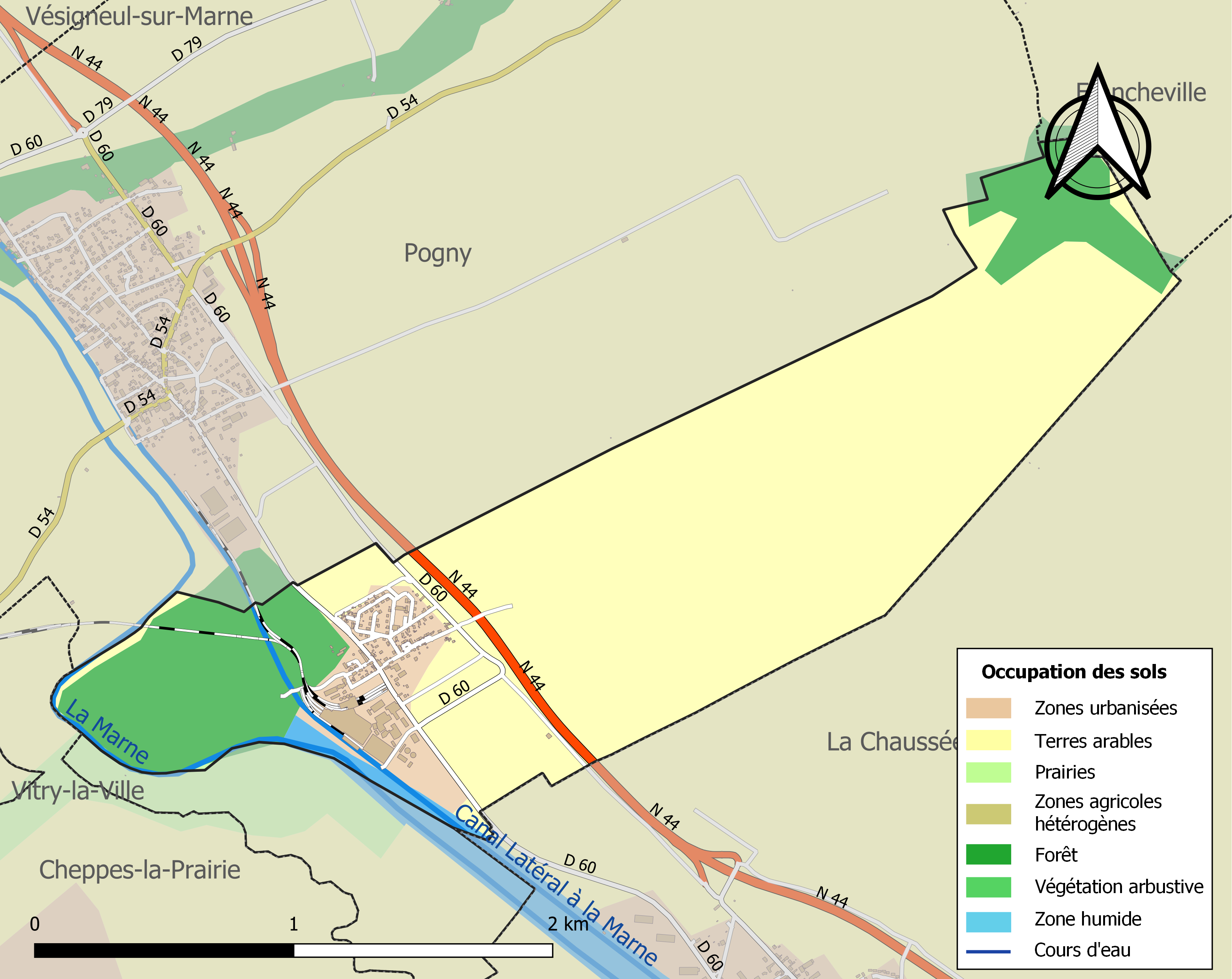
Carte des infrastructures et de l'occupation des sols de la commune en 2018 (CLC).

## Toponymie
Le nom de la localité est attesté sous les formes Vuimerum (1107) ; Omierum (1405) ; Omer (1469) ; Omerum (1542) ; Omey (1545) ; Omeyum (1755).

## Politique et administration

### Rattachement cantonal
Lors de sa création, la commune fait partie du canton de Pogny. En 1801, le canton disparaît et Omey rejoint le canton de Marson. Dans le cadre du redécoupage cantonal de 2014 en France, la commune fait désormais partie du Canton de Châlons-en-Champagne-3.

### Tendances politiques
La commune vote fortement à gauche par rapport à l'ensemble du département de la Marne. Le Parti socialiste y a ainsi remporté toutes les élections depuis 1995, à l'exception des élections cantonales. Cependant, les scores de la gauche y sont de plus en plus faibles. Par exemple si Lionel Jospin gagnait l'élection présidentielle de 1995 avec 75,16 % des voix (contre 45,47 % dans la Marne et 47,36 % à l'échelle nationale), François Hollande ne réunissait en 2012 que 53,79 % des suffrages (44,69 % dans le département et 51,64 % en France).

### Intercommunalité
La commune, antérieurement membre de la communauté de communes de la Vallée de la Craie, est membre, depuis le 1er janvier 2014, de la Communauté de communes de la Moivre à la Coole.
En effet, conformément au schéma départemental de coopération intercommunale de la Marne du 15 décembre 2011, cette Communauté de communes de la Moivre à la Coole est issue de la fusion, au 1er janvier 2014, de la Communauté de communes de la Vallée de la Coole, de  la Communauté de communes de la Guenelle, de la Communauté de communes du Mont de Noix et de la Communauté de communes de la Vallée de la Craie.

### Liste des maires
| Période                                  | Période  | Identité           | Étiquette | Qualité |
| ---------------------------------------- | -------- | ------------------ | --------- | ------- |
| Les données manquantes sont à compléter. |          |                    |           |         |
| 1812                                     | 1820     | Jean Poirat        |           |         |
| 1820                                     | 1842     | Antoine Champenois |           |         |
| 1842                                     | 1848     | Pierre Mathieu     |           |         |
| 1848                                     | 1849     | Jean-Baptiste Prin |           |         |
| 1849                                     | 1852     | Jean Debeury       |           |         |
| 1852                                     | 1900     | Édouard Ponsard    |           |         |
| 1900                                     | 1900     | Henri Riocour      |           |         |
| 1900                                     | 1925     | Edmond Viart       |           |         |
| 1925                                     | 1932     | Zéphirin Bourgeois |           |         |
| 1932                                     | 1945     | Raymond Brunet     |           |         |
| 1945                                     | 1960     | René Fray          |           |         |
| 1960                                     | 1983     | Gilbert Pétry      |           |         |
| 1983                                     | 1998     | Jean Perrault      |           |         |
| 1998                                     | mai 2020 | Jean-Paul Brignoli |           |         |
| mai 2020                                 | En cours | Eric Vetu          |           |         |

## Équipements et services publics

### Eau et déchets
L'approvisionnement en eau potable et l'assainissement des eaux usées sont des compétences de la communauté de communes de la Moivre à la Coole. La commune d'Omey est alimentée en eau potable par un captage situé sur son territoire. L'approvisionnement en eau potable est délégué à Veolia. L'assainissement y est non collectif.
Le service public des déchets est assuré par le Syndicat mixte du Sud-Est Marnais (SYMSEM), qui a mis en place une redevance incitative. La collecte des ordures ménagères résiduelles (en bacs noirs pucés ou en sacs rouges prépayés) et des emballages ménagers recyclables (en sacs jaunes) est réalisée en porte à porte. Le SYMSEM adhérant au syndicat de valorisation des ordures ménagères de la Marne (SYVALOM), ces déchets sont amenés en centre de transfert à Sainte-Menehould ou Vitry-en-Perthois, puis valorisés sur le site de La Veuve. La collecte du verre se fait en apport volontaire, avant transformation dans une usine de Reims. Pour les déchets volumineux ou dangereux, le SYMSEM met à disposition de ses habitants une plateforme de déchets verts et gravats, à Saint-Amand-sur-Fion, ainsi que 12 déchèteries, à Arrigny, Courtisols, Givry-en-Argonne, Mairy-sur-Marne, Pargny-sur-Saulx, Pogny, Sainte-Menehould, Thiéblemont-Farémont, Valmy, Vanault-les-Dames, Villers-en-Argonne et Ville-sur-Tourbe.

### Enseignement
Omey fait partie de l'académie de Reims.
La commune dépend de l'école primaire de la Vallée de la Craie, installée chemin des Écoliers à Vésigneul-sur-Marne et accueillant 187 élèves de classes maternelles et élémentaires (chiffres 2024-2025).
Les enfants d'Omey sont ensuite rattachés au collège Jean Moulin de Saint-Memmie et au lycée Étienne Oehmichen de Châlons-en-Champagne.

### Postes et télécommunications
Une boîte aux lettres de La Poste se trouve sur le territoire de la commune, rue de la Garenne. Le bureau de poste le plus proche est situé à La Chaussée-sur-Marne, à environ 2 km d'Omey.

### Justice, sécurité et secours
Du point de vue judiciaire, Omey relève du conseil de prud'hommes, du tribunal de commerce, du tribunal judiciaire, du tribunal paritaire des baux ruraux et du tribunal pour enfants de Châlons-en-Champagne, dans le ressort de la cour d'appel de Reims. Pour le contentieux administratif, la commune dépend du tribunal administratif de Châlons-en-Champagne et de la cour administrative d'appel de Nancy.
Omey est située en secteur Gendarmerie nationale et dépend de la brigade de Vitry-la-Ville.
En matière d'incendie et de secours, la commune dépend du Service départemental d'incendie et de secours (SDIS) de la Marne.

## Population et société

### Démographie
Les habitants de la commune sont les Omyats et les Omyates.
L'évolution du nombre d'habitants est connue à travers les recensements de la population effectués dans la commune depuis 1793. Pour les communes de moins de 10 000 habitants, une enquête de recensement portant sur toute la population est réalisée tous les cinq ans, les populations de référence des années intermédiaires étant quant à elles estimées par interpolation ou extrapolation. Pour la commune, le premier recensement exhaustif entrant dans le cadre du nouveau dispositif a été réalisé en 2008.

En 2022, la commune comptait 201 habitants, en évolution de −6,94 % par rapport à 2016 (Marne : −1,19 %, France hors Mayotte : +2,11 %).
| 1793 | 1800 | 1806 | 1821 | 1831 | 1836 | 1841 | 1846 | 1851 |
| ---- | ---- | ---- | ---- | ---- | ---- | ---- | ---- | ---- |
| 144  | 97   | 85   | 97   | 145  | 131  | 121  | 135  | 128  |

| 1856 | 1861 | 1866 | 1872 | 1876 | 1881 | 1886 | 1891 | 1896 |
| ---- | ---- | ---- | ---- | ---- | ---- | ---- | ---- | ---- |
| 140  | 130  | 123  | 106  | 111  | 110  | 114  | 103  | 100  |

| 1901 | 1906 | 1911 | 1921 | 1926 | 1931 | 1936 | 1946 | 1954 |
| ---- | ---- | ---- | ---- | ---- | ---- | ---- | ---- | ---- |
| 103  | 146  | 154  | 156  | 204  | 185  | 186  | 153  | 244  |

| 1962 | 1968 | 1975 | 1982 | 1990 | 1999 | 2006 | 2008 | 2013 |
| ---- | ---- | ---- | ---- | ---- | ---- | ---- | ---- | ---- |
| 365  | 356  | 376  | 313  | 304  | 256  | 249  | 247  | 225  |

| 2018 | 2022 | - | - | - | - | - | - | - |
| ---- | ---- | - | - | - | - | - | - | - |
| 207  | 201  | - | - | - | - | - | - | - |

### Vie associative
L'ancienne école d'Omey a été transformée en centre associatif, qui accueille notamment le Centre Culture et Loisirs regroupant 115 adhérents.

## Économie

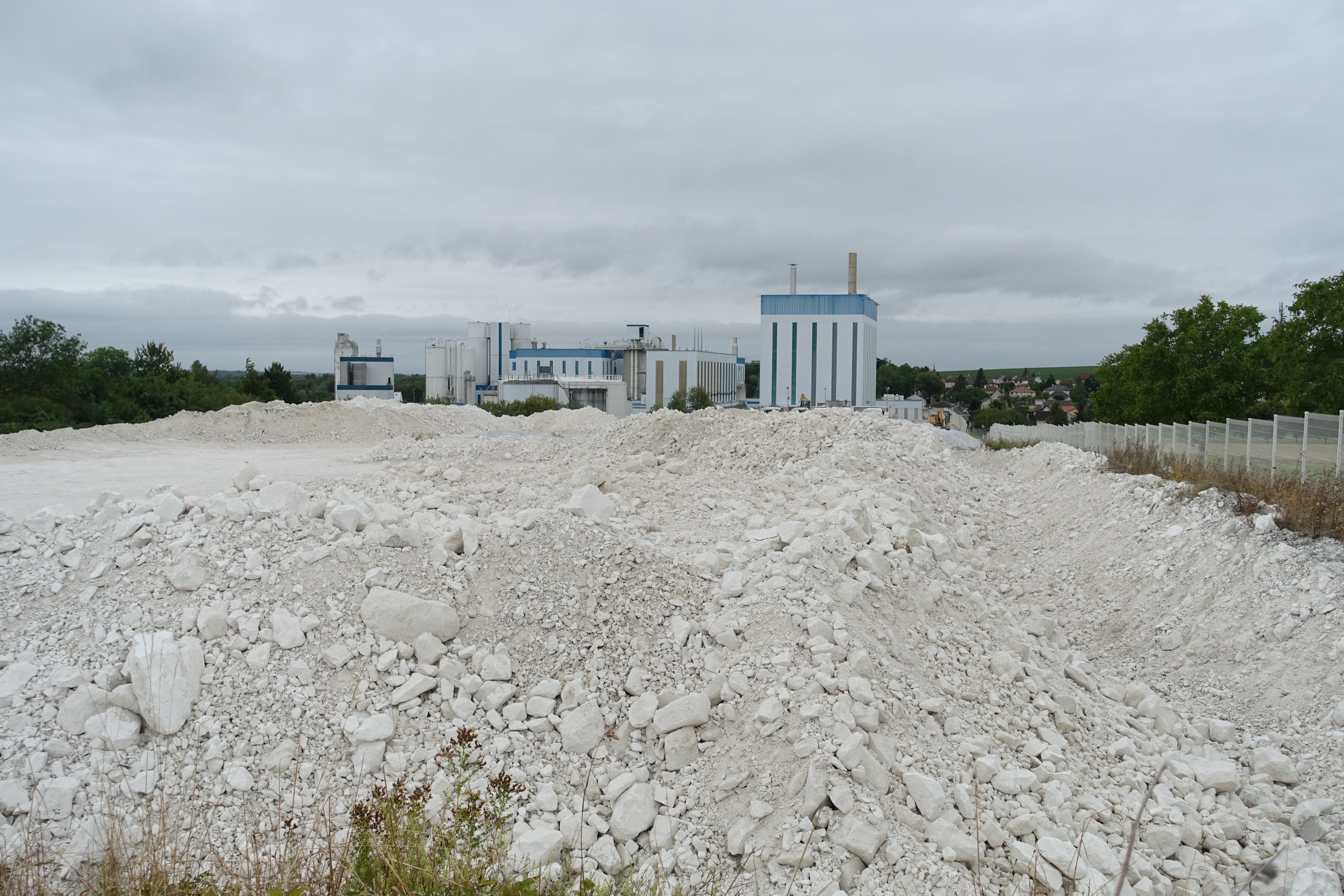
L'usine d'Omya pour la production de carbonate de calcium à Omey.

Depuis le début du XXe siècle, la carrière d'Omey est utilisée pour l'extraction du carbonate de calcium, utilisé pour le mastic vitrier puis la craie scolaire.

## Culture locale et patrimoine

### Lieux et monuments
- L'église Saint-Pierre[52].
- Groupe d'éoliennes à la limite avec Pogny, dont la plus haute mesure 122 m.

### Héraldique
| Blason de Omey | Blason  | Tiercé en pairle renversé : au 1) de gueules au fossile d'ammonite d'argent, au 2) d'or à la grappe de raisin de sinople, feuillée de deux pièces du même et tigée de tenné, au 3) d'azur à deux burelles ondées d'agent et à deux clefs de sable passées en sautoir brochantes.                                                           |
| Blason de Omey | Détails | Le fossile d'ammonite représente la présence de fossiles dans le sous-sol de la Champagne crayeuse, le raisin rappelle que la commune est viticole, les ondes représentent la Marne qui arrose la commune et les clefs sont les attributs de saint Pierre. Création de Jean-François Binon adoptée par la municipalité le 20 janvier 2016. |